# Kalanchoe tetraphylla
Kalanchoe tetraphylla är en fetbladsväxtart som beskrevs av Joseph Marie Henry Alfred Perrier de la Bâthie. Kalanchoe tetraphylla ingår i släktet Kalanchoe och familjen fetbladsväxter. Inga underarter finns listade i Catalogue of Life.

## Bildgalleri

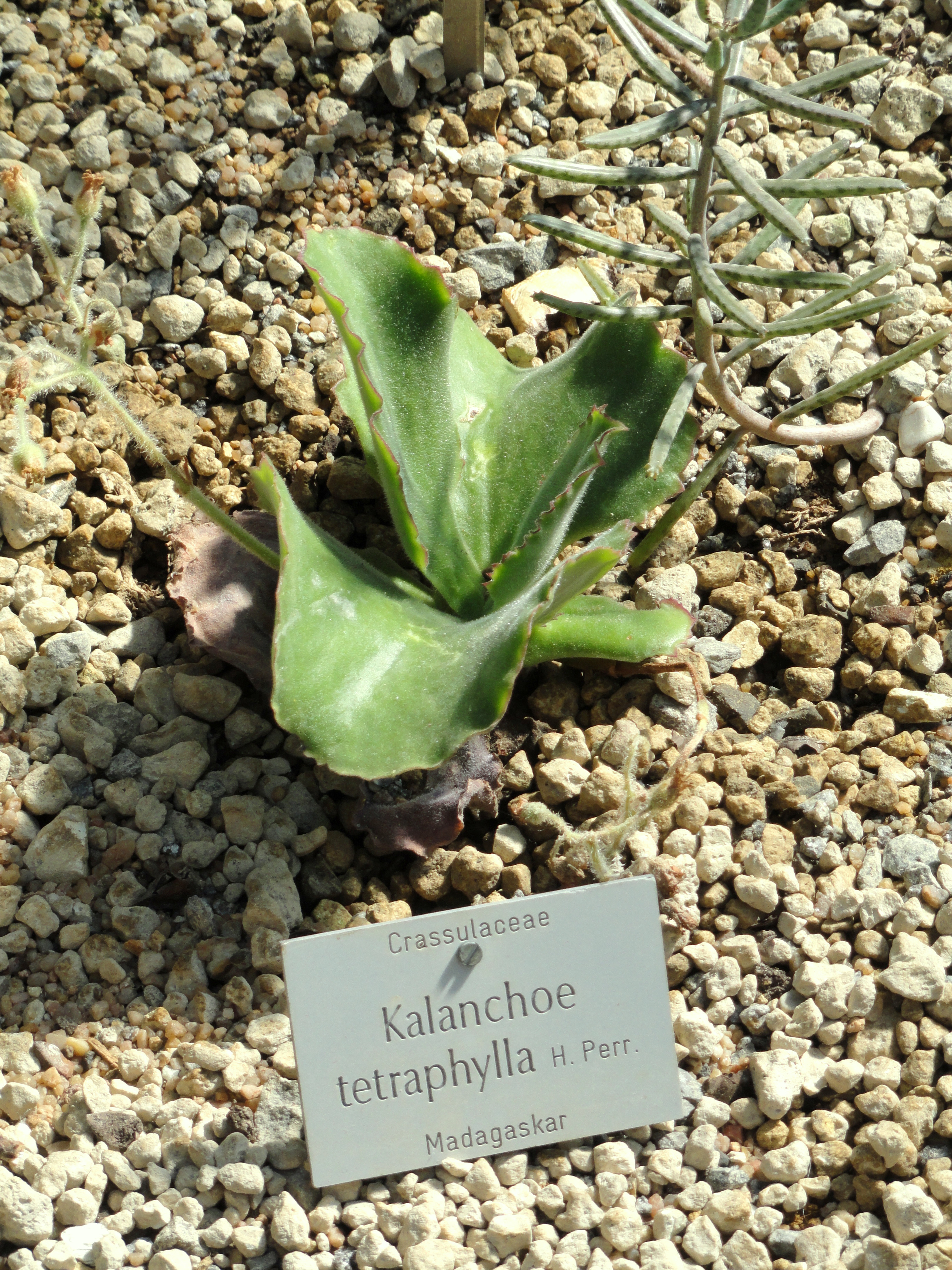